# Leyment
Leyment är en kommun i departementet Ain i regionen Auvergne-Rhône-Alpes i östra Frankrike. Kommunen ligger  i kantonen Lagnieu som ligger i arrondissementet Belley. Kommunens areal är 14,18 km². År 2022 hade Leyment 1 417 invånare.

## Befolkningsutveckling
Antalet invånare i kommunen Leyment
Referens: INSEE